# 遼東守備軍 (日本陸軍)
遼東守備軍為大日本帝國陸軍所屬軍之一。

## 沿革
日俄戰爭中隨著佔領地進行守備、兵站確保、軍政實施之任務。1904年（明治37年）8月編成、編入滿洲軍、配備在遼東半島。在旅順、大連、金州設置軍政署。1905年（明治38年）4月廢止。

## 軍概要

### 司令部構成
- 司令官
  - （臨時）兒玉源太郎 大將：1905年5月9日 - 5月15日
  - 西宽二郎 大將：1904年9月8日 -
- 參謀長 神尾光臣 少將：1904年8月30日 - 1905年5月15日
- 參謀
  - 依田昌兮 中佐
  - 柴勝三郎 中佐
- 滿洲軍倉庫長：日匹信亮 二等主計正

#### 遼東兵站監部
- 兵站監 （兼）井口省吾 少將：1905年4月27日 –
- 參謀長 西川虎次郎 中佐：1905年5月13日 – 11月30日

### 最終時隷下部隊
- 臨時電信隊
- 兵站司令部（11個）
- 後備步兵第33連隊：河村光治 中佐
- 後備步兵第48連隊
- 後備步兵第15旅團：松井吉統 大佐
  - 後備步兵第54連隊：松原瞹三郎 中佐
  - 後備歩兵第57連隊：森祇敬 中佐
  - 後備歩兵第49連隊：菊野景衛 中佐
- 後備歩兵第4旅團

## 關連項目
- 軍事組織